# Cnemaspis africana
Cnemaspis africana este o specie de șopârle din genul Cnemaspis, familia Gekkonidae, descrisă de Werner 1895.

## Subspecii
Această specie cuprinde următoarele subspecii:
- C. a. africana
- C. a. elgonensis